# اساردیس (میسیسیپی)
اساردیس (به انگلیسی: Sardis) شهرکی در ایالت میسیسیپی کشور ایالات متحده آمریکا است که جمعیت آن در سرشماری سال ۲۰۱۰ میلادی، ۱٬۷۰۳
نفر بوده‌است.